# Winstar World Casino 400K
Das Winstar World Casino 400K ist ein Autorennen der NASCAR Camping World Truck Series, das seit 1997 auf dem Texas Motor Speedway in Fort Worth, Texas stattfindet. Die 400 im Namen des Rennens steht in diesem Fall für die Kilometerzahl und nicht wie so oft für die Meilenzahl, daher auch das „K“ im Namen.

## Bisherige Sieger

### Winstar World Casino 400K
- 2010:  Todd Bodine
- 2009:  Todd Bodine

### Sam’s Town 400

Logo des Sam’s Town 400

- 2008:  Ron Hornaday junior
- 2007:  Todd Bodine
- 2006:  Todd Bodine

### Chex 400K
- 2005:  Jack Sprague

### O’Reilly 400K
- 2004:  Dennis Setzer
- 2003:  Brendan Gaughan
- 2002:  Brendan Gaughan
- 2001:  Jack Sprague

### Pronto Auto Parts 400K
- 2000:  Greg Biffle
- 1999:  Dennis Setzer
- 1998:  Tony Raines
- 1997:  Kenny Irwin jr.